# NOGIBINGO!
《NOGIBINGO!》是日本女子偶像團體乃木坂46冠名演出的深夜綜藝節目系列，由日本電視台製播、搞笑藝人猥瑣岡田主持。自2013年7月2日首度播出後已推出10季，目前播出時間為日本時間每周二凌晨1時29至1时59分。包含广告时间在内，每集長約30分鐘。本节目起初是乃木坂46與官方对手AKB48姊妹團體之一的HKT48合作进行的節目《乃木坂46×HKT48 冠名節目對決！》的一部份，节目中乃木坂46与HKT48通过竞争争夺次周节目的优先播放权。節目播出後觀眾评价良好，因此从第二季开始节目自跨團對抗節目中獨立并成為乃木坂46單獨冠名的節目。
与AKB48的常年冠名综艺《AKBINGO!》每周固定播出不同，本节目分季度播出。每一季度的节目均会选定一定的主题，并围绕该主题安排一系列企划。最初，《NOGIBINGO!》以復刻《AKBINGO!》之單元企劃為節目主旨，让乃木坂成员尝试一系列《AKBINGO!》中的经典企划以锻炼其综艺能力。而从第二季開始，节目则以「超越AKB48」作為概念，开始採用原創新單元內容。在各類原创企劃中也诞生了一些经典企划：例如要求由成員依照特定主題進行即興表演的妄想點播（妄想リクエスト），或是于每集末尾播出的“女子睡衣谈话 NOGI ROOM”（パジャマで女子トーク NOGIROOM）。而随着姊妹团体榉坂46、日向坂46的诞生，部分在《NOGIBINGO!》出现的企划随后也陆续出现在她们的冠名综艺《KEYABINGO!》与《HINABINGO!》中。
截止目前，节目主持人均由搞笑艺人猥瑣岡田擔任。随着乃木坂46成员的更替，除了最初的一期生外，随后加入的二期生们也陸續參與演出。节目也曾有意安排許多让一、二期生之間互動或對抗等，在前作中不曾見過的單元形態。除了由搞笑艺人进行主要主持以外，在第六季與第七季节目中亦增加助理主持人（アシスタントMC）職位，让成员进一步参与到节目的主持环节中。在三期生加入后，第八季节目則主要由當時出道僅半年餘的三期生演出，各集設計不同的單元，以磨練三期生在電視綜藝上的表現能力。

## NOGIBINGO!
《NOGIBINGO!》於2013年7月3日至9月17日在日本电视台播出。原节目“冠名节目对决”實際上乃由兩個節目所組成：乃木坂46冠名節目《NOGIBINGO!》、HKT48冠名節目《HKT48豚骨魔法少女學院》（HKT48トンコツ魔法少女学院）。每集播放完畢後皆會邀請一位來自不同領域的名人作為評審，根據兩個團體的表現評分，獲勝者之節目即可於次週優先播出，所以將節目命名為「冠名節目對決」。

### 演出人員
- 主持人
  - 猥瑣岡田
- 乃木坂46
  - 1期生：秋元真夏、生田繪梨花、生駒里奈、市來玲奈、伊藤寧寧、伊藤萬理華、井上小百合、衛藤美彩、柏幸奈、川後陽菜、川村真洋、齋藤飛鳥、齋藤千春、齊藤優里、櫻井玲香、白石麻衣、高山一實、永島聖羅、中田花奈、中元日芽香、西野七瀨、能條愛未、畠中清羅、橋本奈奈未、樋口日奈、深川麻衣、星野南、松村沙友理、宮澤成良、大和里菜、若月佑美、和田真彩
- 其他
  - 藤井恆久（日语：藤井恒久）（日本電視台主播）：第四集溜滑梯問答的發問旁白。
  - 清水康明：第六集「誠實將棋」單元中，負責操作與解說測謊器運作的測謊器製造商PS工業（ピー・エス・インダストリー）之負責人。
  - 高橋喬治（日语：高橋ジョージ）：歌手，搖滾樂團「The虎舞龍（日语：THE 虎舞竜）」主唱，第七集熱唱卡拉OK大賽的評審之一。
  - 真矢（日语：真矢 (ドラマー)）：搖滾樂團月之海（Luna Sea）的鼓手，熱唱卡拉OK大賽的評審之一。
  - Double Name（日语：ダブルネーム）：以擅長唱歌而知名的模仿藝人雙人組，熱唱卡拉OK大賽的評審之一。
  - 八木真澄（日语：八木真澄）：搞笑團體「大草原（日语：サバンナ (お笑いコンビ)）」的成員之一，在第八集的123木頭人遊戲中出場，負責阻撓乃木坂46成員的搞笑刺客。
  - 梅垣義明（日语：梅垣義明）：搞笑藝人，在123木頭人遊戲中擔任搞笑刺客。
  - 長州小力：搞笑藝人，在第十集的暗室猜謎中擔任謎題。
  - 船梨精（ふなっしー）：千葉縣船橋市的非官方吉祥物，在暗室猜謎中擔任謎題。

### 播出日期及內容
| 各集節目內容 | 各集節目內容        | 各集節目內容                                                                  | 各集節目內容 | 各集節目內容 |
| 集數         | 播出日期 （2013年） | 節目企劃                                                                      | 企划参与成员 | 不成材成員   |
| ------------ | ------------------- | ----------------------------------------------------------------------------- | --- | ------------ |
| 1            | 7月2日              | 滿臉奶油祭 （顔面クリーム祭り!）                                                               | 全體成員 | -            |
| 2            | 7月9日              | 偶像PokaPoka Dobom （）                                                       | 松村沙友理、白石麻衣、生駒里奈、櫻井玲香 西野七瀨、高山一實、生田繪梨花、星野南                                    | 櫻井玲香     |
| 3            | 7月16日             | 第一屆乃木坂46認真箱子裡是什麼大會 （第1回乃木坂46ガチンコ箱の中身は何だろな大会） 乃木坂46認真黑暗中到底有什麼大會 （乃木坂46ガチンコ暗闇の中は何だろな？） | 企划1：櫻井玲香、齊藤優里、秋元真夏、松村沙友理 企划2：生田繪梨花、永島聖羅、生駒里奈、松村沙友理                  | 松村沙友理   |
| 4            | 7月23日             | 乃木坂46團結一致滑梯問答 （乃木坂46一致団結すべり台クイズ）                                                 | 全体成员 | -            |
| 5            | 7月30日             | 惡整躲避球 （ムチャぶりドッジボール）                                                               | 裁判：川村真洋、和田真彩 全体成员                                                                                  | 生田繪梨花   |
| 6            | 8月6日              | 誠實將棋 （ショージキ将棋）                                                                 | 白石麻衣 vs. 松村沙友理、橋本奈奈未 vs. 高山一實 生田繪梨花 vs. 星野南                                             | -            |
| 7            | 8月13日             | 熱唱！繼續繼續卡拉OK挑戰 （熱唱!もっともっとカラオケチャレンジ）                                                 | 白石麻衣、松村沙友理、川村真洋、橋本奈奈未 中元日芽香、中田花奈、齊藤優里                                          | 橋本奈奈未   |
| 8            | 8月20日             | 動了呦～岡田先生跌倒了～ （）                                                 | 全体成员 | 八木真澄     |
| 9            | 8月27日             | 乃木坂46 特技排行榜 （乃木坂46 特技ランキング）                                                      | 白石麻衣 & 松村沙友理、齊藤優里、星野南、中田花奈、能條愛未 西野七瀨、生田繪梨花、橋本奈奈未、高山一實、井上小百合 | -            |
| 10           | 9月3日              | 乃木坂46 黑暗之中有什麼大會 （乃木坂46 暗闇の中は何だろな大会）                                              | 樋口日奈 & 星野南，橋本奈奈未 & 大和里菜，若月佑美 & 秋元真夏 能條愛未 & 西野七瀨，川後陽菜 & 生駒里奈             | -            |
| 11           | 9月10日             | 乃木坂46有還是沒有？大驗證 （乃木坂46は持っているのか いないのか?大検証）                                               | 全体成员 | 櫻井玲香     |

### 工作人員

#### 乃木坂46×HKT48 冠名節目對決！
- 企畫製作人：秋元康
- 總製作人：福田博之
- 製作人：毛利忍（日语：毛利忍）、齋藤匠（日语：齋藤匠）、藤井良記
- 企畫製作：日本電視台
- 製作協力：acro

#### NOGIBINGO!
- 製作人：渡邊崇士
- 導演：內田秀實
- 劇本：大井洋一、桝本壯志（日语：桝本壮志）、松林健

## NOGIBINGO!2
《NOGIBINGO!2》于2014年1月11日至2014年3月29日在日本电视台播出。与第一季相同，仍由搞笑藝人猥瑣岡田主持，乃木坂46成員參與演出。而与上一季的不同点在于，本季开始本节目一档独立的节目播出。以「超越AKB48」為概念發想，为磨練成員的女子魅力、演技能力、談話技巧等「○○力」，进行了等諸多新單元企劃。其中新增的「妄想點播」單元由觀眾、甚至公式對手團體成員松井玲奈、渡邊麻友等人投稿劇本，指定乃木坂46成員演出，頗受觀眾好評。同时节目为了表现新加入的二期生的魅力，也安排了诸如“一期生VS二期生”等特别企划。

### 演出人員
- 主持人
  - 猥瑣岡田
- 乃木坂46（標示「*」記號者為出現在片頭影片中的主要出演成员）[11]
  - 1期生：秋元真夏*、生田繪梨花*、生駒里奈*、伊藤寧寧、伊藤萬理華*、井上小百合、衛藤美彩*、川後陽菜*、川村真洋、齋藤飛鳥*、齋藤千春、齊藤優里、櫻井玲香*、白石麻衣*、高山一實*、永島聖羅、中田花奈、中元日芽香*、西野七瀨*、能條愛未、畠中清羅、橋本奈奈未*、樋口日奈、深川麻衣*、星野南、松村沙友理*、大和里菜、若月佑美*、和田真彩
  - 2期生：伊藤卡琳、伊藤純奈、北野日奈子、佐佐木琴子、新內真衣、鈴木絢音、寺田蘭世、堀未央奈*、西川七海、矢田里沙子、山崎怜奈、米德京花、渡邊米麗愛
- 其他
  - 菅谷大介（日语：菅谷大介）（日本電視台主播）：在第1集播出時擔任天之聲（幕後旁白），並在第2、第5與第6集中擔任旁白解說。
  - 高山善廣（日语：髙山善廣）（職業摔角選手）：在第5與第6集中客座演出，擔任2期生的幫手。

### 播出日期及內容
| 播出日期及內容 | 播出日期及內容      | 播出日期及內容                                                       |
| 集數           | 播出日期 （2014年） | 内容                                                                 |
| -------------- | ------------------- | -------------------------------------------------------------------- |
| 1              | 1月11日             | 緊急驗證！乃木坂46對NOGIBINGO!有愛嗎？ （緊急検証! 乃木坂46はNOGIBINGO!に愛はあるのか?）                          |
| 2              | 1月18日             | 乃木坂46 1期生vs2期生 認真對決三番勝負 （乃木坂46 1期生vs2期生 ガチンコ三番勝負）                          |
| 3              | 1月25日             | 能實現你的各種幻想 妄想點播！！ （あなたのムフフ叶えます 妄想リクエスト!!）                                 |
| 4              | 2月1日              | 成員拍攝的老家影片 完全流出！「老家金像獎」 （メンバー撮影の実家映像 完全流出! 「実家デミｰ賞」）                     |
| 5              | 2月8日              | 1期生vs2期生 復仇戰！前編 （1期生vs2期生 リベンジバトル! 前編）                                       |
| 6              | 2月15日             | 1期生vs2期生 復仇戰！後編 / 與1期生縮短距離 好好相處大作戰 前編 （） |
| 7              | 2月22日             | 與1期生縮短距離 好好相處大作戰 後編 （2期生よビビってどうする! 1期生と距離を縮めて 仲良くなろうチャレンジ 後編）                             |
| 8              | 3月1日              | 雪山戰三番勝負！！ （雪山バトル三番勝負!!）                                              |
| 9              | 3月8日              | 實現你的暧昧幻想 妄想點播！！滑雪場特別篇 （あなたのムフフ叶えます 妄想リクエスト!!スキー場SP）                       |
| 10             | 3月15日             | 身為乃木坂46 當然全員答對小測驗 （乃木坂46だったら 全員正解当たり前クイズ）                                 |
| 11             | 3月22日             | 心跳加速挑戰賽 （胸キュンバトルレース）                                                  |
| 12             | 3月29日             | The letter Song 用信和歌曲傳遞感謝的心情 （The letter Song 手紙と歌で伝える感謝の気持ち）                        |

### 工作人員
- 企劃製作人：秋元康[11]
- 總製作人：福田博之
- 統括製作：森實陽三（日语：森實陽三）
- 製作人：毛利忍（日语：毛利忍）、齋藤匠（日语：齋藤匠）、渡邊崇士
- 企劃製作：日本電視台
- 製作協力：acro
- 導演：內田秀實、藤井良記
- 劇本：大井洋一、桝本壯志（日语：桝本壮志）、松林健、Okushou（日语：オクショウ）
- 旁白：山崎岳彥（日语：山崎岳彦）

## NOGIBINGO!3
《NOGIBINGO!3》自2014年10月7日至12月23日，每週二凌晨1點29分至1點58分於日本電視台播出。不同於前两季，第三季開始幾乎全部33位正規成員皆出場亮相，于2014年2月24日AKB48集團大組閣祭宣佈兼任乃木坂46的松井玲奈，也於本季節目第二集出場（但本季仅此一集出场）。本季企划以“克服弱点”为主题，进一步培养成员们的团结力、女子力、表演力。在继承了上一季“妄想企划”的同时，本季还在片尾加入了常规的“NOGI ROOM”环节，拍摄成员们身着睡衣在一起闲谈的场景。

### 演出人員
- 主持人
  - 猥瑣岡田
- 乃木坂46
  - 1期生：秋元真夏、生田繪梨花、生駒里奈、伊藤萬理華、井上小百合、衛藤美彩、川後陽菜、川村真洋、齋藤飛鳥、齋藤千春、齊藤優里、櫻井玲香、白石麻衣、高山一實、永島聖羅、中田花奈、中元日芽香、西野七瀨、能條愛未、畠中清羅、橋本奈奈未、樋口日奈、深川麻衣、星野南、松村沙友理、大和里菜、若月佑美、和田真彩
  - 2期生：伊藤卡琳、北野日奈子、佐佐木琴子、新內真衣、寺田蘭世、堀未央奈、渡邊米麗愛
  - 交換生：松井玲奈
- 其他
  - 藤井恆久（日语：藤井恒久）（日本電視台主播）：第1集播出時擔任出題者。
  - 上田麻里惠（日语：上田まりえ）（日本電視台主播）：第4、5集中擔任單元主持人。
  - 小野大輔（聲優）：第5集擔任男主角聲音演出。
  - 與那嶺茂人（腳底按摩師）：第6集裡為了替能條愛未、永島聖羅克服弱點而實行腳底按摩。
  - 紫吹淳（前寶塚歌劇團月組主要演員）：第7集中擔任審査員。
  - 大堀惠（AKB48、SDN48前成員）：第9集中擔任審查員。
  - 野澤亙伸（攝影師）：第11集中擔任審查員。
  - 真島浩（漫畫家）：第12集中贈送親筆簽名給2期生佐佐木琴子而客串演出。

### 播出日期及內容
| 各集節目內容 | 各集節目內容        | 各集節目內容                                                                                  | 各集節目內容                                                                                          | 各集節目內容 |
| 集數         | 播出日期 （2014年） | 內容                                                                                          | NOGI ROOM                                                                                             |              |
| ------------ | ------------------- | --------------------------------------------------------------------------------------------- | --- | ------------ |
| 1            | 10月7日             | 不准NG唷！一鏡到底的開場白 （NGなしよ! 1カットでタイトルコール）                                                               | 櫻井玲香、白石麻衣、高山一實、西野七瀨                                                                |              |
| 2            | 10月14日            | 松井玲奈跟乃木坂46相親相愛嗎？大驗證 （松井玲奈は乃木坂46に馴染んでいるのか大検証）                                                     | 生駒里奈、橋本奈奈未、松村沙友理、松井玲奈                                                            |              |
| 3            | 10月21日            | 讓大家瞧瞧妳的本性吧！太妹選手權 （根性を見せろ!ヤンキー選手権）                                                         | 秋元真夏、中田花奈、永島聖羅、畠中清羅、若月佑美                                                      |              |
| 4            | 10月28日            | 假如乃木坂46成為我的新娘的話特集 （）                                                         | 秋元真夏、齋藤千春、西野七瀨、能條愛未、橋本奈奈未                                                    |              |
| 5            | 11月4日             | 假如乃木坂46成為我的新娘的話特集 （）                                                         | 生駒里奈、川後陽菜、白石麻衣、深川麻衣、堀未央奈                                                      |              |
| 6            | 11月11日            | 乃木坂46弱點總選舉 （乃木坂46弱点総選挙）                                                                       | 川村真洋、齊藤優里、永島聖羅、西野七瀨、深川麻衣                                                      |              |
| 7            | 11月18日            | 乃木之塚歌劇團 （乃木の塚歌劇団）                                                                           | 伊藤萬里華、白石麻衣、中元日芽香、橋本奈奈未、若月佑美                                                |              |
| 8            | 11月25日            | 實現你的好色呵呵癡笑 妄想點播！！ （あなたのムフフ叶えます 妄想リクエスト!!）                                                        | 秋元真夏、生駒里奈、齋藤飛鳥、高山一實、和田真彩                                                      |              |
| 9            | 12月2日             | 乃木坂46 新妻王決定戰！ （乃木坂46 新妻王決定戦!）                                                                  | 衛藤美彩、川後陽菜、永島聖羅、堀未央奈、大和里菜、和田真彩                                            |              |
| 10           | 12月9日             | 乃木坂46變身成英雄 什麼樣的英雄呢？ （乃木坂46がヒーローに変身 どんなヒーローが?）                                                      | 生田繪梨花、伊藤卡琳、井上小百合、齊藤優里、高山一實、中田花奈                                        |              |
| 11           | 12月16日            | 照相機之匠 攝影師與模特兒的最強組合是誰！？ （カメラの匠 グッとペアは誰だ!?）                                              | 衛藤美彩、北野日奈子、櫻井玲香、新内眞衣、樋口日奈、星野南                                            |              |
| 12           | 12月23日            | 以夢想為主題像寶物般堵住回憶之談話 （クリスマスSP! 夢をテーマに宝物に詰まった思い出トーク） 小活動、整人劇 （ミニイベント・ドッキリシネマ（生田、生駒）） 成員最渴望的聖誕禮物大抽獎！ （メンバーがガチで欲しいX'masプレゼント大抽選!） | 秋元真夏、衛藤美彩、櫻井玲香、白石麻衣、高山一實 西野七瀨、橋本奈奈未、深川麻衣、松村沙友理、若月佑美 |              |

### 工作人員
- 企劃製作人：秋元康[12]
- 企劃協力：窪田康志（AKS）、佐野裕一（田邊音樂出版）
- 總製作人：藤井淳（第1集至第8集）
安岡喜郎（第9集至第12集）
- 製作人：毛利忍、井原亮子、齋藤匠、渡邊崇士
- 統括製作人：伊東修
- 製作協力：acro
- 旁白解說：山崎岳彥、金香里（日语：金香里）
- 劇本：大井洋一、桝本壯志（日语：桝本壮志）、松林健、安達昌也、Okushou（日语：オクショウ）
- TM：木村博靖
- SW：村上和正
- 攝影：津野祐一
- 音源：宮内貞
- VE：佐藤大心
- LD：高橋正彥
- 美術製作：大川朋子、栗原和也
- 設計：波多野真理、小岩幸江
- 大道具：石川悟、永瀨雅俊
- 小道具：伊澤英樹
- 服裝：栗田佐智子
- 剪接：武井大彰、井上陽平
- MA：達林正幸
- CG：木村郁也
- 音效：吉田比呂樹（M-TANK）
- 音樂：渡部智明、宇佐美十章
- TK：山澤啓子、圓山茜
- 製作委員會：篠田大暢、土岐洋久、堀越大、佐野繪梨
- AP：橋本早世
- Desk：富重裕子
- AD：小川香織、畑亞沙美、臼杵花繪、藤本香奈
- 導演：八島崇行、山本健太、清田知宏、仲澤勉

## NOGIBINGO!4
《NOGIBINGO!4》從2015年4月7日起至6月23日，每週二凌晨1時29分起至1時59分于日本电视台播出，共播出12集。本季节目以「變身」为主题，讓成員们改变身份迎接各種綜藝單元的挑戰。此外，本季依旧延续了上季的妄想企划与NOGI ROOM企划。

### 演出人員
- 主持人
  - 猥瑣岡田
- 乃木坂46（*記號表示出现在開場影片中的成员）
  - 1期生：秋元真夏*、生田繪梨花*、生駒里奈*、伊藤萬理華、井上小百合、衛藤美彩、川後陽菜、川村真洋、齋藤飛鳥、齋藤千春、齊藤優里、櫻井玲香*、白石麻衣*、高山一實、永島聖羅、中田花奈、中元日芽香、西野七瀨*、能條愛未、橋本奈奈未*、樋口日奈、深川麻衣*、星野南、松村沙友理、若月佑美*、和田真彩
  - 2期生：伊藤卡琳、伊藤純奈、北野日奈子、相樂伊織、佐佐木琴子、鈴木絢音、新內真衣、寺田蘭世、堀未央奈、山崎怜奈、渡邊米麗愛
  - 交換生：松井玲奈[註 4]
- 其他
  - Zawachin（日语：ざわちん）（仿真化妝師）：第1集替成員化妝以模仿白石麻衣。
  - 高橋真由（祥傳社《Zipper（日语：Zipper）》雜誌總編輯）、大崎安藝路（7&I出版《Soup.》雜誌總編輯）、見澤夢美（寶島社《mini（日语：Mini (雑誌)）》總編輯）：第2集擔任審查員。
  - 松澤萬紀（前全日本空輸空中小姐、日本接待禮儀研究所〔〕代表）：第3集擔任禮儀講師。
  - 池袋繪意知（面相鑑定）：第6集中擔任分析講評。
  - 前田京子（心理顧問）：第6集中擔任分析講評。
  - 野中佐紀子（乃木坂46總經紀人）：第12集中出場。

### 播出日期及內容
| 各集節目內容 | 各集節目內容        | 各集節目內容                                                            | 各集節目內容 |
| 集數         | 播出日期 （2015年） | 内容                                                                    | NOGI ROOM |
| ------------ | ------------------- | ----------------------------------------------------------------------- | --- |
| 1            | 4月7日              | 白石就是我！類白石選手權 （白石は私だ! 白石そっくりさん選手権）                                           | 伊藤萬理華、井上小百合、齊藤優里、白石麻衣、永島聖羅                                                              |
| 2            | 4月14日             | 追求五大模特兒！我要上時尚雜誌選手權 （モデル5に追いつけ! ファッション雑誌に私も出るぞ選手権）                               | 川後陽菜、齋藤飛鳥、橋本奈奈未、深川麻衣、星野南                                                                  |
| 3            | 4月21日             | 磨練知性美！乃木坂航空公司 （美しいスマートさを磨け! 乃木坂エアライン）                                         | 秋元真夏、中田花奈、西野七瀨、能條愛未、松井玲奈                                                                  |
| 4            | 4月28日             | 以口才讓人著迷吧！乃木老師特別講座 （トークで魅了しろ! ノギティーチャー特別講座） 花花何時才出來？ （生ちゃんいつ出るの?）           | 秋元真夏、相樂伊織、白石麻衣、深川麻衣、堀未央奈                                                                  |
| 5            | 5月5日              | 磨練可愛度！假如乃木坂46成為可愛寵物的話 （可愛さを磨け! もしも乃木坂46が可愛いペットになったら） 花花何時才出來？ （生ちゃんいつ出るの?）     | 伊藤萬理華、生駒里奈、高山一實、星野南、若月佑美                                                                  |
| 6            | 5月12日             | 解開集寵愛於一身的女王之秘密！西野七瀨大驗證 （愛され女王の秘密を解き明かせ! 西野七瀬大検証） 花花何時才出來？ （生ちゃんいつ出るの?） | 齋藤飛鳥、櫻井玲香、西野七瀨、橋本奈奈未、松村沙友理                                                              |
| 7            | 5月19日             | 燃燒吧！乃木坂加油團！ （燃え上がれ 乃木坂応援団!）                                             | 伊藤卡琳、川村真洋、北野日奈子、齋藤千春、和田真彩                                                                |
| 8            | 5月26日             | 實現你的好色呵呵癡笑 妄想點播 （あなたのムフフ叶えます! 妄想リクエスト）                                      | 伊藤純奈、佐佐木琴子、鈴木絢音、寺田蘭世、山崎怜奈、渡邊米麗愛                                                    |
| 9            | 6月2日              | 乃木坂英雄回歸 （乃木坂ヒーローリターンズ）                                                     | 秋元真夏、永島聖羅、中元日芽香、樋口日奈、松村沙友理                                                              |
| 10           | 6月9日              | 乃木坂的老家大公開！自宅問答46 （）                                     | 生田繪梨花、衛藤美彩、櫻井玲香、高山一實、堀未央奈                                                                |
| 11           | 6月16日             | 乃木坂的老家大公開！自宅問答46 （）                                     | 生駒里奈、伊藤萬理華、井上小百合、新内真衣、中元日芽香                                                            |
| 12           | 6月23日             | 花光46萬日圓Special！ （46万円使っちゃおうスペシャル!）                                              | 秋元真夏、生田繪梨花、生駒里奈、衛藤美彩、櫻井玲香、高山一實 西野七瀨、橋本奈奈未、深川麻衣、松村沙友理、若月佑美 |

### 工作人員
- 企劃製作人：秋元康
- 企劃協力：窪田康志（AKS）、佐野裕一（田邊音樂出版）
- 旁白：山崎岳彦、下地紫野
- 構成：大井洋一、桝本壯志、松林健、谷田彰吾、松本智子
- 技術協力：NiTRo（第1-9集）、Nouvelle Vague（第10-12集）
- 美術協力：日本電視台美術公司
- 演出：櫛山慶
- 監製：内田秀實
- 內容製作人：毛利忍（第9集起，第8集之前擔任演出兼務）
- 製作人：井原亮子、齋藤匠、渡邊崇士
- 統括製作人：中村博行（第9集起）
- 總製作人：糸井聖一（第9集起）
- 製作協力：acro
- 企劃製作：日本電視台
- 製作著作：「NOGIBINGO!4」製作委員會（D.N. Dream Partners、VAP）

## NOGIBINGO!5
《NOGIBINGO5!》從2015年7月14日至9月29日，每週二凌晨1時29分起至1時59分止在日本电视台播出，共播出12集。本季延續上一季节目「變身」的主題，表现成員的個性與魅力。前几季頗受好評的「NOGI ROOM」單元本季仍继续进行。

### 演出人員
- 主持人
  - 猥瑣岡田
- 乃木坂46（*記號表示出现在開場影片中的参演成员）
  - 1期生：秋元真夏*、生田繪梨花*、生駒里奈*、伊藤萬理華、井上小百合、衛藤美彩、川後陽菜、川村真洋、齋藤飛鳥、齋藤千春、齊藤優里、櫻井玲香*、白石麻衣*、高山一實*、中田花奈、中元日芽香、永島聖羅、西野七瀨*、橋本奈奈未*、樋口日奈、深川麻衣*、星野南、松村沙友理、若月佑美*、和田真彩
  - 2期生：伊藤卡琳、伊藤純奈、北野日奈子、相樂伊織、佐佐木琴子、鈴木絢音、新内真衣、寺田蘭世、堀未央奈、山崎怜奈、渡邊米麗愛
- 其他
  - 高山善廣（日语：髙山善廣）（職業摔角選手）：延續第2季《NOGIBINGO!2》，在第4集裡擔任2期生的助手。
  - 菅谷大介（日语：菅谷大介）（日本電視台主播）：在第4集擔任實況轉播員。
  - 倉持理惠（快眠瑜珈教練）：在第6集中擔任快眠瑜珈的指導。
  - 黛安娜·嘉內德（日语：ダイアナ・ガーネット）（歌手）：第6集中替成員唱催眠曲。

### 播出日期及內容
| 各集節目內容 | 各集節目內容        | 各集節目內容                                   | 各集節目內容 |
| 集數         | 播出日期 （2015年） | 内容                                           | NOGI ROOM |
| ------------ | ------------------- | ---------------------------------------------- | --- |
| 1            | 7月14日             | 第1屆乃木坂企劃總選舉 （第1回乃木坂企画総選挙）                     | 伊藤卡琳、伊藤純奈、北野日奈子、堀未央奈、和田真彩                                                                          |
| 2            | 7月21日             | 山中無老虎，猴子稱大王UnderBINGO! （鬼の居ぬ間に アンダーBINGO!）         | 川後陽菜、齋藤千春、佐佐木琴子、寺田蘭世、永島聖羅                                                                          |
| 3            | 7月28日             | 隨意的國民妹妹競賽 （勝手に国民的 妹コンテスト）                        | 相樂伊織、鈴木絢音、中田花奈、中元日芽香、能條愛未、渡邊米麗愛                                                              |
| 4            | 8月4日              | 竭盡全力 1期生 vs. 2期生 復仇戰爭 （ガチンコ 1期生 vs. 2期生 リベンジバトル）         | 井上小百合、衛藤美彩、白石麻衣、永島聖羅、若月佑美                                                                          |
| 5            | 8月11日             | THE摯友問答 ～ 摯友對成員私人問題的回答！ （クイズ THE トモダチャンス ～ メンバーのパーソナルクイズに答えて親友に！） | 秋元真夏、伊藤萬理華、齋藤飛鳥、櫻井玲香、高山一實                                                                          |
| 6            | 8月18日             | 大家一起睡吧 （みんなで寝ちゃおうよ）                              | 生田繪梨花、齊藤優里、西野七瀨、深川麻衣、星野南                                                                            |
| 7            | 8月25日             | 浴衣乃木祭 （浴衣de乃木祭り）                                | 生駒里奈、井上小百合、永島聖羅、中田花奈、樋口日奈                                                                          |
| 8            | 9月1日              | 夏季歌唱嘉年華in NOGIBINGO!5 （夏歌フェス in NOGIBINGO!5）              | 新内眞衣、中元日芽香、深川麻衣、星野南、渡邊米麗愛                                                                          |
| 9            | 9月8日              | 實現你的好色呵呵癡笑 妄想點播 （あなたのムフフ叶えます! 妄想リクエスト）             | 櫻井玲香、高山一實、能條愛未、若月佑美                                                                                      |
| 10           | 9月15日             | 針對小孩的企劃 Naninune乃木坂 （）             | 生田繪梨花、伊藤萬理華、井上小百合、衛藤美彩、白石麻衣                                                                      |
| 11           | 9月22日             | 乃木坂廣告影片大獎 （乃木坂CM大賞）                        | 秋元真夏、齋藤飛鳥、高山一實、星野南、松村沙友理                                                                            |
| 12           | 9月29日             | 真實心聲討論乃木坂46 （乃木坂46について本音で語り合う）                      | 秋元真夏、生田繪梨花、生駒里奈、衛藤美彩、櫻井玲香 白石麻衣、高山一實、西野七瀨、橋本奈奈未、深川麻衣、松村沙友理、若月佑美 |

### 工作人員
- 企劃製作：秋元康
- 旁白解說：山崎岳彦、下地紫野、岡本寛志（第11集）
- 構成：大井洋一、桝本壯志、松林健、谷田彰吾、松本智子
- 技術協力：NiTRo、Nouvelle Vague
- 美術協力：日本電視台美術公司
- 演出：櫛山慶
- 監製：内田秀實
- 內容製作：毛利忍
- 製作人：井原亮子、齋藤匠、渡邊崇士
- 統括製作人：中村博行
- 總製作人：糸井聖一
- 製作協力：acro
- 企劃製作：日本電視台
- 製作著作：「NOGIBINGO!5」製作委員會（D.N. Dram Partners、VAP）

## NOGIBINGO!6
《NOGIBINGO6!》從2016年4月12日起至6月28日，每週二凌晨1時29分至1時59分于日本电视台播出。本季首度出現助理主持人（アシスタントMC）职位，担任成员为中元日芽香。每集於電視播映結束後，由Hulu限定發佈包含NOGI ROOM的完整版节目。

### 演出人員
- 主持人
  - 猥瑣岡田
- 助理主持人
  - 中元日芽香
  - 橋本奈奈未（第4集代任）
  - 白石麻衣（第5集代任）
  - 高山一實（第6集代任）
- 乃木坂46
  - 1期生：秋元真夏、生田繪梨花、生駒里奈、伊藤萬理華、井上小百合、衛藤美彩、川後陽菜、川村真洋、齋藤飛鳥、齋藤千春、齊藤優里、櫻井玲香、白石麻衣、高山一實、中田花奈、中元日芽香、永島聖羅、西野七瀨、橋本奈奈未、樋口日奈、星野南、松村沙友理、若月佑美、和田真彩、深川麻衣[註 10]
  - 2期生：伊藤卡琳、伊藤純奈、北野日奈子、相樂伊織、佐佐木琴子、鈴木絢音、新内真衣、寺田蘭世、堀未央奈、山崎怜奈、渡邊米麗愛
- 其他
  - 谷所健一郎（職業開發諮詢顧問）：第3集中擔任裁判。
  - 鈴木秀明（日语：鈴木秀明 (キックボクサー)）（格鬥技教練）：第5集中指導踢擊。
  - 朱里（日语：朱里）（摔角手）：第5集中陪成員練習。
  - 柴田英嗣（日语：柴田英嗣）（搞笑藝人）：第6集中擔任審查員。

### 播出日期及內容
| 各集節目內容 | 各集節目內容        | 各集節目內容                                                  | 各集節目內容                                                                    |
| 集數         | 播出日期 （2016年） | 内容                                                          | NOGI ROOM                                                                       |
| ------------ | ------------------- | ------------------------------------------------------------- | ------------------------------------------------------------------------------- |
| 1            | 4月12日             | NOGIBINGO!6助理主持竭盡全力評選賽 （NOGIBINGO!6 アシスタントMCガチンコオーディション!）                        | 秋元真夏、北野日奈子、白石麻衣、堀未央奈、松村沙友理                            |
| 2            | 4月19日             | 已經發飆了喔 乃木坂發怒選手權 （もう怒だぞぉ 乃木坂プンプン選手権）                            | 井上小百合、櫻井玲香、橋本奈奈未、深川麻衣、和田真彩                            |
| 3            | 4月26日             | 別叫我魯蛇社會人！乃木坂46就職王！ （ダメ社会人と呼ばないで!乃木坂46 就活王!）                       | 新内真衣、高山一實、中元日芽香、西野七瀨、能條愛未                              |
| 4            | 5月3日              | 哪！讓我看看你帥氣的一面♥春季最佳情侶決定戰 （ねぇ いいトコ見せてよ♥ 春のベストカップル決定戦）              | 秋元真夏、生田繪梨花、井上小百合、衛藤美彩、星野南                              |
| 5            | 5月10日             | 準備好要出發了嗎♪無論如何都要跟成員一起去的地方 （出発準備はいいですか♪どうしてもメンバーと一緒に行きたい所）          | 伊藤萬理華、白石麻衣、高山一實、若月佑美                                        |
| 6            | 5月17日             | 模仿貓咪 乃木貓動畫選手權 （猫にあやかれ 乃木猫動画選手権）                                | 伊藤卡琳、山崎怜奈、秋元真夏、松村沙友理、堀未央奈                                |
| 7            | 5月24日             | 以物易物競標到手 乃木坂46私人物品競標 （物々交換で競り落とせ 乃木坂46私物オーディション）                    | 生駒里奈、川村真洋、中田花奈、西野七瀨、橋本奈奈未                              |
| 8            | 5月31日             | 超人氣企劃逐一登場！實現你的妄想 妄想點播 （大人気企画遂に登場!あなたの妄想叶えます 妄想リクエスト）                | 生田繪梨花、川後陽菜、樋口日奈、深川麻衣、若月佑美                              |
| 9            | 6月7日              | 成員私生活大公開 Quiz乃木坂46手機talk Q! （プライベートを大公開 クイズ乃木坂46ケイタイトーQ!）                 | 井上小百合、北野日奈子、齋藤飛鳥、相樂伊織、寺田蘭世                            |
| 10           | 6月14日             | 乃木坂46的初次♥來嘗試吧! 深川麻衣 最初和最後的成員握手會 （） | 川村真洋、佐佐木琴子、鈴木絢音、高山一實、渡邊米麗愛                            |
| 11           | 6月21日             | 想要這樣的妹妹～隨意的國民妹妹競賽 第二季 （こんな妹が欲しいのら～ 勝手に国民的妹コンテストSeason2）                | 生田繪梨花、生駒里奈、井上小百合、衛藤美彩、齊藤優里                            |
| 12           | 6月28日             | 目標NOGIBINGO!7 第一回 粉絲想看的事情大賞 （目指せNOGIBINGO!7 第一回 ファンが見たいことアワード）                | 秋元真夏、生田繪梨花、衛藤美彩、櫻井玲香、中元日芽香 能條愛未、星野南、若月佑美 |

### 工作人員
- 企劃製作：秋元康
- 旁白解說：山崎岳彦、下地紫野
- 構成：大井洋一、桝本壯志、松林健、谷田彰吾、松本智子
- TM：木村博靖
- SW：村上和正
- 攝影：津野祐一
- 音源：宮内貞
- VE：牛山敏彥
- LD：高橋正彥
- 美術製作：大川朋子、栗原和也
- 設計：栗原純二
- 大道具：永瀨雅俊
- 小道具：伊澤英樹
- 服裝：栗田佐智子
- 技術協力：NiTRo
- 影像協力：日本電視台美術公司
- 攝影協力：小野學園女子中學、高等學校
- 剪接：杉本啓二（IKAROS）
- MA：橫山恭一（IKAROS）
- CG：木村郁也（Dragon Pooh Pictures）
- 音效：北澤
- TK：山澤啓子
- 企劃協力：窪田康志（AKS）、佐野裕一（田邊音樂出版）
- 製作委員會：篠田大暢、土岐洋久、堀越大、佐野繪梨
- AP：花塚増央
- Disc：當田駒子
- AD：池田雅美、光若令真、吉田香里奈、田中信也、荒井悠希
- 導演：吉田晃浩、清田知宏、中尾光佐、杉田心平
- 演出：藤井良記
- 內容製作：毛利忍
- 製作人：井原亮子、齋藤匠、渡邊崇士
- 統括製作：中村博行
- 總製作人：糸井聖一
- 製作協力：acro
- 企劃製作：日本電視台
- 製作著作：「NOGIBINGO!6」製作委員会（D.N. Dream Partners、VAP）

## NOGIBINGO!7
《NOGIBINGO!7》從2016年10月11日至12月27日，每週二凌晨1時29分至1時59分于日本电视台播出。本季與上一季相同均設置了助理主持人，不同的是這季從中元日芽香換成衛藤美彩。與往期节目相同，每集在電視播出結束後，由Hulu限定發佈包含NOGI ROOM的完整版。

### 演出人員
- 主持人
  - 猥瑣岡田
- 助理主持人
  - 衛藤美彩
- 乃木坂46
  - 1期生：秋元真夏、生田繪梨花、生駒里奈、伊藤萬理華、井上小百合、衛藤美彩、川後陽菜、川村真洋、齋藤飛鳥、齋藤千春、齊藤優里、櫻井玲香、白石麻衣、高山一實、中田花奈、中元日芽香、西野七瀨、橋本奈奈未、樋口日奈、星野南、松村沙友理、若月佑美、和田真彩
  - 2期生：伊藤卡琳、伊藤純奈、北野日奈子、相樂伊織、佐佐木琴子、鈴木絢音、新内真衣、寺田蘭世、堀未央奈、山崎怜奈、渡邊米麗愛
- 其他
  - 森圭介（日语：森圭介）（日本電視台主播）- 第一集「第二回助理主持評選賽」最終考查擔任實況。
  - 村本大輔（Woman Rush Hour）- 第二集「乃木坂46 心動簡訊錦標賽」第2回戰「照片回復對決」擔任審查員。
  - 柿原徹也（聲優）- 第七集「第一回 Quiz佐佐木和鈴木」於VTR內為佐佐木進行聲援。
  - 武井壯 - 第八集「實現你的好色呵呵癡笑！妄想點播第7季」為橋本奈奈未的妄想點播進行了投稿。
  - 加美山稔 - 本節目攝影師，第十一集「請幫我實現願望！乃木坂46聖誕老人！！」參與歌唱演出。
  - 下地紫野（聲優）- 第十二集「今年還沒完成的事 一起來完成SP」為衛藤、星野、松村、若月進行聲優指導。

### 播出日期及內容
| 各集節目內容 | 各集節目內容        | 各集節目內容                                          | 各集節目內容                                                                                |
| 集數         | 播出日期 （2016年） | 内容                                                  | NOGI ROOM                                                                                   |
| ------------ | ------------------- | ----------------------------------------------------- | ------------------------------------------------------------------------------------------- |
| 1            | 10月11日            | 第二回助理主持評選賽 （第二回アシスタントMCオーディション）                             | 伊藤卡琳、衛藤美彩、川後陽菜、寺田蘭世、中元日芽香、和田真彩                                |
| 2            | 10月18日            | 乃木坂46 心動簡訊錦標賽 （乃木坂46 キュンキュンメール選手権）                          | 生駒里奈、北野日奈子、佐佐木琴子、中田花奈、星野南                                          |
| 3            | 10月25日            | 超人氣 男裝成員大集合！乃木坂46 夢幻的情侶大會！ （大人気 男装メンバー大集合！乃木坂46 夢のカップリング大会！） | 川村真洋、齋藤千春、高山一實、中元日芽香、山﨑憐奈                                          |
| 4            | 11月1日             | 乃木坂46 短期打工巡迴 （）                            | 北野日奈子、高山一實、中元日芽香、西野七瀨、松村沙友理                                      |
| 5            | 11月8日             | 乃木坂46 短期打工巡迴 （）                            | 秋元真夏、生駒里奈、衛藤美彩、川村真洋、星野南                                              |
| 6            | 11月15日            | 實現女孩子的夢想 乃木坂46玩偶屋 （女の子の夢が実現 乃木坂46ドールハウス）                  | 伊藤卡琳、伊藤萬理華、高山一實、松村沙友理、渡邊米麗愛                                      |
| 7            | 11月22日            | 第一回 Quiz佐佐木和鈴木 （第1回 クイズ ささきとすずき）                          | 伊藤卡琳、佐佐木琴子、鈴木絢音、高山一實、松村沙友理                                        |
| 8            | 11月29日            | 實現你的好色呵呵癡笑！妄想點播第7季 （あなたのムフフ叶えます! 妄想リクエストSeason7）              | 川後陽菜、北野日奈子、新内眞衣、西野七瀨、若月佑美                                          |
| 9            | 12月6日             | 傳達想表達的感謝！乃木坂46時光機！！ （ありがとうを伝えたい！乃木坂46タイムマシーン！！）             | 伊藤卡琳、齊藤優里、能條愛未、樋口日奈、渡邊米麗愛                                          |
| 10           | 12月13日            | 是女生就會想散發光彩！最強女主角決定戰 （女の子なら輝きたい！最強ヒロイン決定戦）           | 伊藤純奈、齊藤優里、相樂伊織、鈴木絢音、樋口日奈、渡邊米麗愛                                |
| 11           | 12月20日            | 請幫我實現願望！乃木坂46聖誕老人！！ （お願い叶えて！乃木坂46サンタ！！）             | 秋元真夏、井上小百合、齋藤千春、高山一實、能條愛未、星野南                                  |
| 12           | 12月27日            | 今年還沒完成的事 一起來完成SP （今年やり残した事 やっちゃおうスペシャル）                    | 秋元真夏、井上小百合、生駒里奈、伊藤萬理華、衛藤美彩 北野日奈子、高山一實、星野南、若月佑美 |

### 工作人員
- 企劃製作：秋元康
- 旁白解說：山崎岳彦、下地紫野
- 構成：大井洋一、桝本壯志、松林健、谷田彰吾、松本智子
- TM：木村博靖
- SW：村上和正
- 攝影：中村哲也
- 音源：宮内貞
- VE：牛山敏彥
- LD：高橋正彥
- 美術製作：栗原和也、大川朋子
- 設計：波多野真理
- 大道具：永瀨雅俊
- 小道具：伊澤英樹
- 服裝：栗田佐智子
- 技術協力：NiTRo
- 影像協力：日本電視台美術公司
- 攝影協力：爬蟲類空間、和民
- 剪接：皆吉秀實（IKAROS）
- MA：田倉學（IKAROS）
- CG：木村郁也（Dragon Pooh Pictures）
- 音效：北澤寛之
- TK：山澤啓子
- 企劃協力：窪田康志（AKS）、佐野裕一（田邊音樂出版）
- 製作委員會：土岐洋久、松浦真一郎、佐野繪梨、池澤明日香、中村考太郎
- AP：橋本早世
- Disc：當田駒子
- AD：池田雅美、光若令真、吉田香里奈
- 導演：清田知宏、琉郷敏隆、中尾光佐、杉田心平
- 演出：藤井良記、諸岡靖成
- 內容製作：毛利忍
- 製作人：井原亮子、齋藤匠、渡邊崇士
- 統括製作：中村博行
- 總製作人：糸井聖一
- 製作協力：acro
- 企劃製作：日本電視台
- 製作著作：「NOGIBINGO!7」製作委員会（D.N. Dream Partners、VAP）

## NOGIBINGO!8
《NOGIBINGO8!》自2017年4月11日至6月20日，每週二凌晨1時29分至1時59分在日本電視台播出。為了刚刚进入综艺世界的的三期生，本季以「青春」為主題，安排了一系列前辈们曾经历过的严酷综艺挑战，讓三期生展現其個性。此外，此过程中1、2期生亦有穿插演出。

### 演出人員
- 主持人
  - 猥瑣岡田
- 乃木坂46
  - 1期生：秋元真夏、生駒里奈、衛藤美彩、齊藤優里、櫻井玲香、高山一實、中田花奈、中元日芽香、能條愛未、樋口日奈、星野南、松村沙友理
  - 2期生：堀未央奈、寺田蘭世
  - 3期生：伊藤理理杏、岩本蓮加、梅澤美波、大園桃子、久保史緒里、阪口珠美、佐藤楓、中村麗乃、向井葉月、山下美月、吉田綾乃克莉絲緹、與田祐希
- 其他
  - 中野謙吾（日语：中野謙吾）（日本電視台播報員）：第4集「鍛煉綜藝力！乃木坂Cosplay大運動會」實況播報。
  - 高橋ふみ（美容顧問）：第6集「乃木坂46三期生身材御三家決定戰！」美腳御三家裁判[21]。
  - 齊藤あき（毛髪判定師）：第6集「乃木坂46三期生身材御三家決定戰！」頭髪御三家裁判[21]。
  - 岡井淨幸（面相學）：第6集「乃木坂46三期生身材御三家決定戰！」表情美人御三家裁判[21]。
  - 黑岩久美子（《Soup.》雜誌編輯）：第7集「也許能成為人氣雜誌的模特兒！3期生認真私服穿搭甄試！」裁判。
  - 見澤夢美（《Mini》雜誌編輯）：第7集「也許能成為人氣雜誌的模特兒！3期生認真私服穿搭甄試！」裁判。
  - 工藤早依子（《Zipper》雜誌編輯）：第7集「也許能成為人氣雜誌的模特兒！3期生認真私服穿搭甄試！」裁判。
  - Pika子（化妝師）：第7集「也許能成為人氣雜誌的模特兒！3期生認真私服穿搭甄試！」裁判。
  - Niche（搞笑藝人二人組）：第8集「偶像做得到減肥！青春人氣零食選手權」裁判。
  - 矢野武（日语：矢野武）（無專屬播報員）：第9集「嚴肅認真相撲對決！輸的話必定慘叫的惡整！」實況播報。
  - 文京學院大學（日语：文京学院大学）LEOPARDS（啦啦隊）：第11集「汗水與涙水的最終回1000人面前啦啦隊舞蹈特訓」表演。
  - 關根直美（文京學院大學LEOPARDS教練、GIANTS VENUS DANCESCHOOL講師）：第11集「汗水與涙水的最終回1000人面前啦啦隊舞蹈特訓」表演。

### 播出日期及內容
| 各集節目內容 | 各集節目內容        | 各集節目內容                                             | 各集節目內容 |
| 集數         | 播放日期 （2017年） | 内容                                                     | NOGI ROOM |
| ------------ | ------------------- | -------------------------------------------------------- | --- |
| 1            | 4月11日             | 乃木坂3期生綜藝入學典禮！（秘）整蠱大號泣！ （）         | 伊藤理理杏、岩本蓮加、梅澤美波、大園桃子、吉田綾乃克莉絲緹                                                                      |
| 2            | 4月18日             | 乃木坂3期生綜藝入學典禮！（秘）整蠱大號泣！ （）         | 伊藤理理杏、岩本蓮加、梅澤美波、大園桃子、吉田綾乃克莉絲緹                                                                      |
| 3            | 4月25日             | 3期生的團結力檢查！秋元、生駒、堀愛的鞭子!? （3期生の団結力チェック!秋元・生駒・堀が愛のムチ!?）         | 阪口珠美、佐藤楓、中村麗乃、向井葉月、與田祐希                                                                                  |
| 4            | 5月2日              | 鍛煉綜藝力！乃木坂Cosplay大運動會 （バラエティー力を鍛えろ!乃木坂コスプレ大運動会）                   | 岩本蓮加、久保史緒里、向井葉月、山下美月、與田祐希                                                                              |
| 5            | 5月9日              | 不知道出醜!?東京（秘）以問答找出鄉下人No.1決定戰 （知らなきゃ赤恥!?東京(秘)クイズで田舎っぺNo.1決定戦）    | 伊藤理理杏、梅澤美波、大園桃子、山下美月、與田祐希                                                                              |
| 6            | 5月16日             | 乃木坂46三期生身材御三家決定戰！ （乃木坂46 3期生パーツ御三家決定戦!）                    | 岩本蓮加、梅澤美波、大園桃子、久保史緒里、阪口珠美                                                                              |
| 7            | 5月23日             | 也許能成為人氣雜誌的模特兒！3期生認真私服穿搭甄試！ （人気雑誌のモデルになれるかも!3期生本気私服コーデでオーディション!） | 佐藤楓、中村麗乃、向井葉月、山下美月、吉田綾乃克莉絲緹                                                                          |
| 8            | 5月30日             | 偶像做得到減肥！青春人氣零食選手權 （腹が減ってはアイドルができぬ!青春ホットスナック選手権）                  | 梅澤美波、大園桃子、阪口珠美、佐藤楓、向井葉月                                                                                  |
| 9            | 6月6日              | 嚴肅認真相撲對決！輸的話必定慘叫的惡整！ （ガチンコ相撲対決!負けたら絶叫必至の無茶ぶり決行!）            | 久保史緒里、向井葉月、山下美月、吉田綾乃克莉絲緹、與田祐希                                                                      |
| 10           | 6月13日             | 妄想點播、主題是青春！賣萌揪心演技初挑戰！ （妄想リクエスト・テーマは青春!萌えキュン演技に初挑戦!）          | 伊藤理理杏、岩本蓮加、久保史緒里、中村麗乃、與田祐希                                                                            |
| 11           | 6月20日             | 汗水與涙水的最終回1000人面前啦啦隊舞蹈特訓 （汗と涙の最終回1000人の前でチアダンス披露へ猛特訓）          | 伊藤理理杏、岩本蓮加、梅澤美波、大園桃子、久保史緒里、阪口珠美 佐藤楓、中村麗乃、向井葉月、山下美月、吉田綾乃克莉絲緹、與田祐希 |

### 工作人員
- 企劃製作：秋元康
- 旁白解說：山崎岳彦、下地紫野
- 構成：Arieshunsuke、桝本壯志、松林健、谷田彰吾、松本智子
- TM：木村博靖
- SW：村上和正
- 攝影：加美山稔
- 音源：宮内貞
- VE：牛山敏彥
- LD：高橋正彥
- 美術製作：栗原和也、大川朋子
- 設計：栗原純二
- 大道具：永瀨雅俊
- 小道具：伊澤英樹
- 服裝：栗田佐智子
- 技術協力：NiTRo（日语：日テレ・テクニカル・リソーシズ）
- 影像協力：日本電視台美術公司
- 攝影協力：Casting Doctor、伊賀針灸院整骨院
- 剪接：川尻一弘（IKAROS）
- MA：田倉學（IKAROS）
- CG設計：矢田惠理奈
- CG：齊藤良浩
- 音效：高取謙
- TK：山澤啓子
- 企劃協力：窪田康志（AKS）、佐野裕一（田邊音樂出版）
- 製作委員會：土岐洋久、山崎隼、齋藤寛雄、池澤明日香、中村考太郎
- Disc：當田駒子
- AD：荒井悠希、大橋達郎、光若令真、石川正人
- 導演：流鄉敏隆、師岡靖成、尾越功、中尾光佐、杉田心平
- 演出：渡邊春佳
- 內容製作：毛利忍
- 製作人：今井大輔、相澤幸一、橋本早世、日下潤
- 統括製作：中村博行
- 總製作人：糸井聖一
- 製作協力：acro、Esuto
- 企劃製作：日本電視台
- 製作著作：「NOGIBINGO!8」製作委員会（D.N. Dream Partners、VAP）

## NOGIBINGO!9
《NOGIBINGO!8》从2017年10月17日至12月26日在日本电视台播出。本季一期生、二期生和三期生共同出演，进一步挑战从未接触过的事情，到达从未到达过的地方，展现仍未被发掘的特长与才能。

### 演出人員
- 主持人
  - 猥瑣岡田
- 乃木坂46
  - 1期生：秋元真夏、生田絵梨花、生駒里奈、伊藤万理華、井上小百合、川後陽菜、川村真洋、齋藤飛鳥、齋藤千春、齊藤優里、白石麻衣、西野七濑、樋口日奈、和田真彩、衛藤美彩、櫻井玲香、高山一實、中田花奈、能條愛未、星野南、若月佑美
  - 2期生：伊藤卡琳、伊藤純奈、北野日奈子、相樂伊織、寺田蘭世、堀未央奈、佐佐木琴子、新内真衣、鈴木絢音、渡邊米麗愛
  - 3期生：伊藤理理杏、岩本蓮加、梅澤美波、大園桃子、久保史緒里、阪口珠美、佐藤楓、中村麗乃、向井葉月、山下美月、吉田綾乃克莉絲緹、與田祐希

### 播出日期及內容
| 各集節目內容 | 各集節目內容        | 各集節目內容                                              | 各集節目內容                                                                                  |
| 集數         | 播放日期 （2017年） | 内容                                                      | NOGI ROOM                                                                                     |
| ------------ | ------------------- | --------------------------------------------------------- | --------------------------------------------------------------------------------------------- |
| 1            | 10月17日            | 乃木坂46首次来到歌舞伎厅的舞厅！ （乃木坂46が初めて歌舞伎町のショーパブに行く!）                     | 伊藤卡琳、佐佐木琴子、鈴木絢音、寺田蘭世、渡邊米麗愛                                          |
| 2            | 10月24日            | 我想试一次！乃木坂46初次发型展 （私一度はやってみたかったんです！乃木坂46初めてのヘアメークコレクション）                       | 相乐伊織、寺田蘭世、樋口日奈、山崎怜奈、和田真彩                                              |
| 3            | 10月31日            | 秋天的诗歌女王决定战！ （秋のポエム女王決定戦!）                               | 伊藤純奈、川後陽菜、川村真洋、齋藤千春、渡邊米麗愛                                            |
| 4            | 11月7日             | 为了现在最想要的商品挑战赌注游戏！自掏腰包or免费赠送 （今一番欲しい商品をかけゲームに挑戦!自腹orプレゼント） | 伊藤理理杏、岩本蓮加、大園桃子、阪口珠美、中村麗乃                                            |
| 5            | 11月14日            | 今晚恋爱解禁！乃木坂46现实少女游戏 （今夜は恋愛解禁！乃木坂46リアル乙女ゲーム）                   | 齊藤優里、相良伊織、鈴木絢音、中田花奈、和田真彩                                              |
| 6            | 11月21日            | 今晚演技爆发！乃木坂演员学校 （今夜怪演!乃木坂アクターズスクール）                         | 梅澤美波、久保史緒里、佐藤楓、山下美月、吉田綾乃克莉絲緹                                      |
| 7            | 11月28日            | 心跳加速的表情！乃木坂向着从未到过的地方进发 （）         | 久保史緒里、齊藤優里、向井葉月、山下美月                                                      |
| 8            | 12月5日             | 心跳加速的表情！乃木坂向着从未到过的地方进发 （）         | 秋元真夏、生駒里奈、高山一實、松村沙友理                                                      |
| 9            | 12月12日            | 实现你的暧昧妄想！妄想点播第九季 （あなたのムフフ叶えます!妄想リクエストシーズン9）。                   | 大園桃子、久保史緒里、中田花奈、山下美月、與田祐希                                            |
| 10           | 12月19日            | 乃木坂46释放压力大奖赛 （乃木坂46スカッと！グランプリ）。                             | 衛藤美彩、齋藤飛鳥、新内真衣、堀未央奈、星野南                                                |
| 11           | 12月26日            | 在神圣的夜晚将笑容作为礼物！乃木坂圣诞节变装大赏 （聖なる夜に笑顔をプレゼント！乃木坂サンタのクリスマス仮装大賞）。   | 秋元真夏、生駒里奈、伊藤理理杏、久保史緒里、中田花奈 松村沙友理、向井葉月、山下美月、與田祐希 |

### 工作人員
- 企划制作：秋元康
- 旁白解说：山崎岳彦、下地紫野
- 構成：Arieshunsuke、松林健、谷田彰吾、松本智子
- TM：木村博靖
- SW：津野祐一
- 摄影：加美山稔、中村哲也
- 音声：宮内貞
- VE：牛山敏彦
- LD：高橋正彦
- 美术制作：栗原和也、大川朋子
- 设计：栗原純二
- 大道具：永瀨雅俊
- 小道具：伊澤英樹
- 服裝：栗田佐智子
- 技術協力：NiTRo（日语：日テレ・テクニカル・リソーシズ）
- 影像協力：日本電視台美術公司
- 剪接：川尻一弘（IKAROS）
- MA：田倉學（IKAROS）
- CG：齊藤良浩
- CG設計：矢田惠理奈
- 音效：高取謙
- TK：山沢啓子
- 企劃協力：窪田康志（AKS）、佐野裕一（田邊音樂出版）
- 総合編成（2017年12月5日 - ）：川邊昭宏、植野浩之
- 製作委員会：海野大輔、山王丸和惠、土岐洋久、根本裕美、内藤ひとみ
- Disc：当田駒子
- AD：荒井悠希、大橋達郎、石川正人、小林祐一、波多野詩織、田所賢樹
- 導演：清田知宏、齊藤篤史、師岡靖成、石和田英明、光若令真
- 演出：渡邊春佳
- 內容製作：毛利忍
- 製作人：大友有一 / 橋本早世、相澤幸一、日下潤
- 總製作人：糸井聖一
- 製作協力：acro、Esuto
- 企画制作：日本電視台
- 製作著作：「NOGIBINGO!9」製作委員會

過去的工作人员
- 製作委員會：山崎隼、齋藤寛雄、池澤明日香、中村考太郎（至2017年11月28日）
- 統括製作：中村博行（至2017年11月28日）

## NOGIBINGO!10
《NOGIBINGO!10》从2018年10月9日至12月18日，每周四1点29分至1点59分于日本电视台播出。本季以“乃木坂，不再忍耐”（乃木坂、我慢しません）为主题，全季度均采用外景的方式进行拍摄。每一集中均有四名成员参与，其中一名为任性Center（わがままセンター），其余三名成员为暖场女孩（盛りあガール）。每一集中围绕着主题“（任性Center）不再忍耐〇〇！”，四名成员来到各个地方参与到从各种未体验过的活动之中。此外，自NOGIBINGO!3以来于每集尾声时播出的“NOGI ROOM”改为由每集的任性Center主持的〇〇频道（〇〇ちゃんねる），由当周节目中的成员参与，并于电视上播出部分片段，完整版在节目结束后通过视频网站Hulu公开。

### 演出人員
- 主持人
  - 猥琐冈田

- 乃木坂46
  - 1期生：秋元真夏、生田绘梨花、井上小百合、衛藤美彩、川後陽菜、齋藤飛鳥、斉藤優里、白石麻衣、高山一实、中田花奈、西野七濑、星野南、松村沙友理、若月佑美、和田真彩
  - 2期生：新内真衣、堀未央奈、渡邊米麗愛
  - 3期生：伊藤理理杏、岩本莲加、梅澤美波、大園桃子、阪口珠美、佐藤楓、向井葉月、山下美月、与田祐希

### 播出日期及內容
| 集数 | 播出日期 （2018年） | 播出内容                              | 任性Center | 暖场女孩                           | 乃木坂〇〇频道                                    |
| ---- | ------------------- | ------------------------------------- | ---------- | ---------------------------------- | ------------------------------------------------- |
| 1    | 10月9日             | 秋元真夏，不再忍耐大自然！ （秋元真夏、大自然をガマンしません!）       | 秋元真夏   | 大園桃子、新内真衣、和田真彩       | 秋元真夏频道 大園桃子、新内真衣、和田真彩         |
| 2    | 10月16日            | 与田祐希，不再忍耐小矮马！ （与田祐希、シェトランドポニーをガマンしません!）       | 与田祐希   | 衛藤美彩、斉藤優里、阪口珠美       | 与田祐希频道 衛藤美彩、斉藤優里、阪口珠美         |
| 3    | 10月23日            | 星野南，不再忍耐青春学院祭！ （星野みなみ、青春の学園祭をガマンしません!）     | 星野南     | 生田絵梨花、岩本蓮加、梅澤美波     | 星野南频道 生田絵梨花、岩本蓮加、梅澤美波         |
| 4    | 10月30日            | 若月佑美，不再忍耐发Instagram！ （若月佑美、インスタ映えをガマンしません!）  | 若月佑美   | 井上小百合、高山一实、山下美月     | 若月佑美频道 井上小百合、高山一実、山下美月       |
| 5    | 11月6日             | 生田絵梨花，不再忍耐地瓜！ （生田絵梨花、イモをガマンしない!）       | 生田絵梨花 | 伊藤理理杏、松村沙友理、渡邊米麗愛 | 生田絵梨花频道 伊藤理理杏、松村沙友理、渡邊米麗愛 |
| 6    | 11月13日            | 高山一实，不再忍耐鹅肝！ （高山一実、フォアグラ・トリュフをガマンしない!）         | 高山一实   | 川後陽菜、佐藤楓、向井葉月         | 高山一实频道 川後陽菜、佐藤楓、向井葉月           |
| 7    | 11月20日            | 齋藤飛鳥，不再忍耐独居时尚家电！ （齋藤飛鳥、一人暮らしオシャレ家電をガマンしない!） | 齋藤飛鳥   | 秋元真夏、大園桃子、佐藤楓         | 齋藤飛鳥频道 秋元真夏、大園桃子、佐藤楓           |
| 8    | 11月27日            | 堀未央奈，不再忍耐猴子！ （堀未央奈、モンキーをガマンしません!）         | 堀未央奈   | 中田花奈、渡边迷离爱、岩本蓮加     | 堀未央奈频道 中田花奈、渡邊米麗愛、岩本蓮加       |
| 9    | 12月4日             | 白石麻衣，不再忍耐孩子们！ （白石麻衣、子どもをガマンしません!）       | 白石麻衣   | 斉藤優里、大園桃子、向井葉月       | 白石麻衣频道 斉藤優里、大園桃子                   |
| 10   | 12月11日            | 松村沙友理，不再忍耐肉类攀岩！ （松村沙友理、肉ダリングをガマンしません!）   | 松村沙友理 | 新内真衣、向井葉月、伊藤理理杏     | 松村沙友理频道 新内真衣、向井葉月、伊藤理理杏     |
| 11   | 12月18日            | 西野七濑，不再忍耐西葛西！ （西野七瀬、西葛西をガマンしません!）       | 西野七濑   | 井上小百合、斉藤優里、和田真彩     | 西野七濑频道 井上小百合、斉藤優里、和田真彩       |

### 工作人員
本季节目的工作人员如下所示：
- 企画制作：秋元康
- 幕后配音：中野謙吾（日本电视台播音员）
- 構成：松林健、平出尚人、平川達矢
- 摄像：羽田廣宣
- 美術导演：栗原和也、大川朋子
- 设计师：北村春美
- 衣装：栗田佐智子
- 美術合作：日本电视台ART
- 剪辑：川尻一弘（ikarosu）
- MA：田倉学（ikarosu）
- 音效：伊藤匡祐（Thee BULE BEAT）
- TK：山沢啓子
- CG：斉藤良浩
- 企画合作：窪田康志（AKS）、佐野裕一（田边音楽出版）
- 製作委員会：切田美伸、山王丸和恵、土岐洋久、山崎隼、内藤瞳、柴田千津子、中村好佑
- AP：入江将也、東野真有
- 制作总监：当田駒子
- AD：荒井悠希、波多野詩織、藤田博行
- 制作：萩原博喜、杉田心平
- 演出：渡邊政次
- 内容制作：毛利忍、植野浩之
- 制作人：大友有一、井原亮子、柴田雅美、日下潤
- 总制作：納富隆治
- 制作合作：acro、esuto
- 企画制作：日本电视台
- 製作著作：《NOGIBINGO!10》製作委員会

## 片头曲
- NOGIBINGO!開場曲：《女生规则》
- NOGIBINGO!2開場曲：《髮夾》（2014年1月11日 - 1月25日、2月8日 - 3月22日）、《女生规则》（2014年2月1日）
- NOGIBINGO!3開場曲：《第幾次的藍天？》

注：从第四季（NOGIBINGO4!）开始，节目不再使用组合发行的单曲作为片头曲。

## 內部連結
- AKBINGO!：官方对手AKB48的冠名综艺节目。
- KEYABINGO!：姊妹团体櫸坂46的冠名综艺节目。
- HINABINGO!：姊妹团体日向坂46的冠名综艺节目。
- STU48的SETOBINGO!（日语：STU48のセトビンゴ!）
- HKTBINGO!（日语：HKTBINGO!）
- SKEBINGO!（日语：SKEBINGO!）

## 外部連結
- 官方網站 （页面存档备份，存于）（日語）